# Trans States Airlines
Trans States Airlines war eine US-amerikanische Regionalfluggesellschaft mit Sitz in Bridgeton im Bundesstaat Missouri. Sie flog für United Airlines als United Express und befand sich, wie GoJet Airlines, im Besitz der Trans State Holdings, Inc.

## Geschichte
Trans States Airlines wurde im Jahr 1982 als Resort Air gegründet. Im Jahr 1985 schlossen Resort Air und Trans World Airlines ein Code-Share-Abkommen und Resort Air flog als Trans World Express. Die Flotte der Trans World Express bestand aus 15 Metro II und vier Metro III und flog zu sechs Städten in Missouri und Illinois.
Im Jahr 1989 änderte Resort Air den Namen und nannte sich Trans States Airlines. Im gleichen Jahr startete Trans States Airlines Flüge mit Flugzeugen des Typs BAe Jetstream 32 ab Los Angeles unter dem Namen USAir Express.
Im Jahr 1991 erwarb Trans States zusätzliche 19 Linien der Transworld Express von Air Midwest, einschließlich einer Flotte von acht Embraer EMB 120 und 15 BAe Jetstream 32. Damit flog Trans States Airlines zu 30 Städten im Mittleren Westen der USA. Es folgte der Einsatz der ersten ATR 72.
Im Jahr 1993 wurde ein Zubringerdienst in Chicago unter dem Namen United Express mit Sitz in St. Louis eingerichtet. Die Flüge erfolgten mit BAe-ATP-Maschinen.
Im Jahr 1994 schloss Trans States mit Alaska Airlines, Northwest Airlines und USAir das erste 3-fach Codeshare-Abkommen für Zubringerdienste zu deren Drehkreuzen Los Angeles, San Francisco und San Diego. Im Jahr 1995 wurden die Embraer EMB-120 durch BAe Jetstream 41 ersetzt. Im selben Jahr begann Trans States Airlines Zubringerflüge als Trans World Connection und United Express vom Drehkreuz John F. Kennedy International Airport, New York an der Ostküste der USA.
Im Jahr 1998 erfolgten Flüge von New York JFK für Delta Connection. Mit neu erhaltenen Embraer ERJ 145 folgten Flüge für United Express von Chicago O’Hare und im Jahr 2000 für Trans World Express vom Drehkreuz Lambert Airport, St.Louis. Ebenfalls begann man im Jahr 2000 mit dem Flugbetrieb an der Ostküste als US Airways Express mit ERJ 145 und Jetstream 41.
Im Jahr 2002 fusionierten American Airlines und Trans World Airlines. Daraufhin begann Trans States Airlines, Zubringerdiensten als American Connection vom Drehkreuz St. Louis zu fliegen. Im Jahr 2003 folgte ein neues Abkommen mit einer Laufzeit von zehn Jahren mit United Airlines für Flüge mit 25 – 50-sitzigen Maschinen.
Im Februar 2020 wurde mitgeteilt, dass Trans States Airlines bis Ende 2020 den Betrieb einstellen werde. Dies stünde im Zusammenhang damit, dass ExpressJet Airlines, eine andere unter der Dachmarke United Express betriebene Gesellschaft, 36 Embraer ERJ 145 übernehmen werde.
Zum 1. April 2020 wurde der Flugbetrieb eingestellt. Damit wurde das geplante Ende von Ende 2020 vorgezogen.

## Flugziele
- Als United Express
  - Denver, Springfield (Illinois), Chicago, Moline, St.Louis, Manchester, Newark, Albany, Syracuse, Greenboro-High Point-Winston-Salem, Dayton, Oklahoma City, Tulsa, Harrisburg, Providence, Knoxville, Burlington, Richmond, Roanoke, Washington und Milwaukee

## Flotte

### Flotte bei Betriebseinstellung
Zum Zeitpunkt der Betriebseinstellung im April 2020 bestand die Flotte der Trans States Airlines aus 41 Flugzeugen mit einem Durchschnittsalter von 16,9 Jahren:
| Flugzeugtyp     | Anzahl | bestellt | Anmerkungen | Sitzplätze |
| --------------- | ------ | -------- | ----------- | ---------- |
| Embraer ERJ 145 | 41     |          |             |            |
| Gesamt          | 41     | -        |             |            |

### Zuvor eingesetzte Flugzeuge
Vor der Betriebseinstellung setzte Trans States Airlines auch folgende Modelle ein:
- ATR 42-300
- ATR 72-200
- British Aerospace Jetstream 41
- Embraer EMB-120 Brasilia